# Solieria testacea
Solieria testacea är en tvåvingeart som först beskrevs av Jean-Baptiste Robineau-Desvoidy 1830.  Solieria testacea ingår i släktet Solieria och familjen parasitflugor.
Artens utbredningsområde är Frankrike. Inga underarter finns listade i Catalogue of Life.